# Шовари, Кальман (футболист)
Кальман Шовари (венг. Sóvári Kálmán; 21 декабря 1940, Будапешт — 16 декабря 2020) — венгерский футболист, игравший на позиции защитника.
Выступал, в частности, за клуб «Уйпешт», а также национальную сборную Венгрии.

## Клубная карьера
На юношеском уровне выступал за клуб «Сашалом». В 1954 году перешёл в клуб «Уйпешт». В его составе дебютировал в 1958 году в высшем дивизионе венгерского чемпионата. Всего в «Уйпеште» провёл десять сезонов, приняв участие в 192 матчах чемпионата. В сезоне 1959/60 в составе клуба стал победителем национального чемпионата. Кроме этого, четыре раза становился серебряным призёром и два раза бронзовым призёром чемпионатов Венгрии. В сезоне 1961/62 в составе клуба стал полуфиналистом Кубка обладателей кубков.
Завершил профессиональную игровую карьеру в клубе «Вёрёш Метеор Эдьетертеш», за команду которого выступал в течение 1969—1973 годов.

## Выступления за сборную
В 1960 году дебютировал в официальных матчах в составе национальной сборной Венгрии. В течение карьеры в национальной команде, которая длилась семь лет, провёл в форме главной команды страны 17 матчей.
В составе сборной был участником чемпионата мира 1962 года в Чили (не сыграл ни одного поединка на этом турнире)
На чемпионате мира 1966 года в Англии вышел на поле на левом фланге защиты в первом матче группового этапа против Португалии. Но после поражения венгров в том матче со счётом 1:3 на этой позиции уже выступал Густав Сепеши, а для Шовари эта игра стала последней в форме сборной.

## Достижения
- Чемпионат Венгрии
  -  Чемпион: 1959/60
  -  Серебряный призёр (4): 1960/61, 1961/62, 1967, 1968
  -  Бронзовый призёр (2): 1962/63, 1965